# Рагби 13 клуб Змај Земун
Рагби лига клуб Змај је рагби лига клуб из Земуна.

## Историја
У оквиру спортског друштва фабрике пољопривредних машина Змај из Земуна основан је 1954. године рагби клуб. Змај се са успехом такмичи у Првенству Југославије 1958. и 1959. године где осваја 4-та места. Ипак клуб своје најбоље резултате остварује када три пута осваја Куп ослобођења Београда 1960, 1962, и 1964. године. У Првенству Југославије 1962. осваја 4 место, 1964. осваја 6. место. Један је од ретких клубова из Србије који је „преживео“ прелазак на рагби 15, па тако у истом такмичењу 1965. и 1966. осваја 5. место.
Средином шездесетих година, фабрика је донела одлуку да већу пажњу посвети радничко спортским играма, а не врхунском спорту, тако да се клуб нашао у врло тешкој ситуацији. Без финансијских средстава, терена за тренинге и утакмице, фактички без управе, играчи су препуштени сами себи. Уз велико ангажовање тадашњих играча клуб је наставио да се такмичи све до завршетка јесење сезоне 1967. године, када се коначно гаси а већина играча прелази у нови клуб Сингиднунум. Рагби лига Змај се реактивирао 2013. године и наступа у Развојној лиги Србије (односно Трећа лига Србије). Прву уткмицу после реактивирања одиграли су 24. фебруара 2013. године са РЛК Раднички Београд и том приликом изгубили са резултатом 36:20 на помоћном терену Градског стадиона у Земуну.